# Колеђове
Колеђове (итал. Collegiove) је насеље у Италији у округу Ријети, региону Лацио.
Према процени из 2011. у насељу је живело 167 становника. Насеље се налази на надморској висини од 980 м.

## Становништво
| 1936. | 1951. | 1961. | 1971. | 1981. | 1991. | 2001. | 2011. |
| ----- | ----- | ----- | ----- | ----- | ----- | ----- | ----- |
| 666   | 623   | 506   | 341   | 260   | 201   | 176   | 169   |